# Acytolepis umenonis
Acytolepis umenonis är en fjärilsart som beskrevs av Matsumura 1931. Acytolepis umenonis ingår i släktet Acytolepis och familjen juvelvingar. Inga underarter finns listade i Catalogue of Life.